# Lehmannovy šrafy

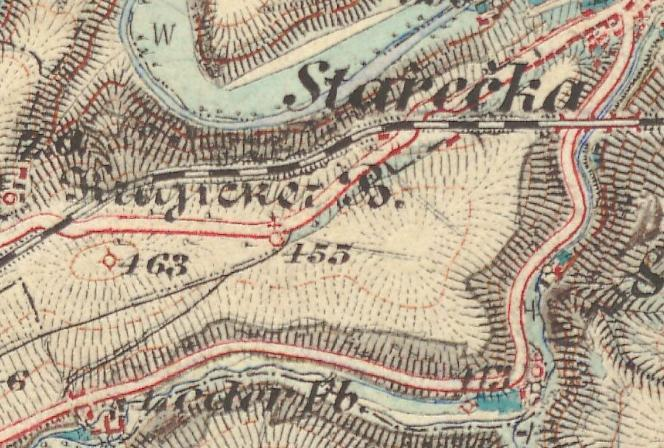
Okolí Třebíče na mapě třetího vojenského mapování

Lehmannovy šrafy jsou sklonové (svahové) šrafy sloužící jako prostředek k vyjádření plasticity terénu. Do kartografie byly zavedeny saským matematikem a topografem Johannem Georgem Lehmannem.

## Princip zobrazení Lehmannových šraf
Základem sklonových šraf je vyjádření sklonů terénu vhodně voleným poměrem světla a stínu – bílé a černé. Hustota, délka a tloušťka šraf je podrobena geometrickým zásadám, v některých případech příslušně přizpůsobeným. Pro vyjádření terénu v půdorysu byly zvoleny černé čárky (šrafy) zakreslené na bílém podkladě. Množství černé barvy (tj. šířka šraf) na ploše pak bylo úměrné velikosti spádu, poloha šraf odpovídala směru spádu, který byl analogický se směrem vody stékající po povrchu vyvýšeného terénního tvaru. Minimální a maximální hodnoty spádu byly zvoleny 0° a 45°, protože přirozený spád svahu vyvýšeného terénního tvaru je právě v tomto rozmezí. Pro usnadnění práce topografa i pro odečítání spádu z mapy sestavil Lehmann tabulky s poměry černé a bílé barvy, které odpovídaly hodnotě spádu v intervalu 0°–45° s krokem po 5°. Lehmann navrhl a popsal tzv. jednovrstvé a dvouvrstvé šrafování, přičemž nakonec z praktických důvodů upřednostnil šrafování jednovrstvé.

## Měřické práce v terénu
Při zaměřování vyvýšené části terénu zvolil topograf výchozí bod (stanovisko) na nejnižším místě a následně hledal a určoval body o stejné relativní výšce, tj. body ležící na stejné horizontále. Pokud z jednoho stanoviště nebylo možné najít všechny body se stejnou relativní výškou tak, aby jimi bylo možné proložit prozatím pomyslnou uzavřenou linii, volil topograf další stanoviště a určoval další body na stejné horizontále, dokud nebyla kolem dokola celého vyvýšeného tvaru pomyslná linie uzavřena. Takto určované body byly signalizovány tyčí a následně co možná nejpečlivěji zakresleny na papír do půdorysu, kde byla body kresbou od ruky proložena uzavřená křivka, horizontála. Následoval přesun směrem k vrcholu vyvýšeného terénního útvaru a opakování předchozího postupu pro určení další horizontály. Rozestup horizontál určoval topograf s ohledem na výsledné měřítko mapy či plánu, na konkrétní situaci v terénu a členitost terénního útvaru. Po vykreslení všech horizontál následovalo šrafování a vymazání pomocných čar, zakreslovaných tužkou.

## Aplikace Lehmannových šraf při tvorbě topografických map
Vyjádření terénu na mapách pomocí šraf poskytlo nejen velice plastický obraz terénu, ale i objektivní a názorné informace o prostupnosti daného území, což bylo v té době velmi důležité především pro vojsko.
Využití:
- na topografických mapách, na mapovacích sekcích 1 : 28 800 druhého vojenského mapování (Františkova),[2]
- na topografických mapách, na mapovacích sekcích 1 : 25 000 třetího vojenského mapování.

V obou případech byly šrafy zakreslovány podle upravené (různým způsobem rozšířené) Lehmannovy stupnice.